# Emanuele Naspetti
 Emanuele Naspetti  va ser un pilot de curses automobilístiques italià que va arribar a disputar curses de la Fórmula 1. Va néixer el 24 de febrer del 1968 a Ancona, regió de les Marques, Itàlia.
Va debutar a la dotzena cursa de la temporada 1992 (la 43a temporada de la història) del campionat del món de la Fórmula 1, disputant el 30 d'agost del 1992 el G.P. de Bèlgica al circuit de Spa-Francorchamps.
Va participar en un total de sis curses puntuables pel campionat de la F1, disputades en dues temporades consecutives (temporada 1992 - temporada 1993) aconseguint un onzè lloc com millor classificació en una cursa i no assolí cap punt pel campionat del món de pilots.

## Resultats
| Any  | Equip        | Xassís | Motor | 1   | 2   | 3   | 4   | 5   | 6   | 7   | 8   | 9   | 10  | 11  | 12     | 13      | 14      | 15     | 16      | Posició | Punts |
| ---- | ------------ | ------ | ----- | --- | --- | --- | --- | --- | --- | --- | --- | --- | --- | --- | ------ | ------- | ------- | ------ | ------- | ------- | ----- |
| 1992 | March F1     | March  | Ilmor | SUD | MEX | BRA | ESP | SMR | MON | CAN | FRA | GBR | ALE | HUN | BEL 12 | ITA Ret | POR 11  | JAP 13 | AUS Ret | -       | 0     |
| 1993 | Sasol Jordan | Jordan | Hart  | SUD | BRA | EUR | SMR | ESP | MON | CAN | FRA | GBR | ALE | HUN | BEL    | ITA     | POR Ret | JPN    | AUS     | -       | 0     |

### Resum
| Curses: | Victòries: | Pòdiums: | Poles: | Voltes ràpides: | Punts: |
| ------- | ---------- | -------- | ------ | --------------- | ------ |
| 6 (6)   | 0          | 0        | 0      | 0               | 0      |